# ESP Guitars
ESP (Electric Sound Products), ІеСПі — американський виробник гітар з японським корінням. Виробляються електро- й бас- гітари.
Штаб-квартира у Бюрбенку,
виробництво у лос-анджелоському районі Північний Голлівуд.
Гітасакі Шібуя відкрив гітарну майстерню в районі Шібуя в Токіо у 1975 році, що виробляла частини для гітар. З 1976 року майстерня почала продавати на японському ринку гітари під марками ESP та Navigator.
Музиканти любили майстерню ESP через індивідуальний підхід до музикантів.
З 1983 року ІеСПі почала продавати частини на американському ринку. Магазин де можна було купити перші гітари ESP в Нью-Йорку знаходився на музичній 48-й вулиці. Деякий час виробляли гітари на замовлення для професійних музикантів й постачали частини для Kramer Guitars. 
У 1985 Джордж Лінч (Dokken) знайшов гриф компанії ESP в магазині на 48-й вулиці. Після цього будучи на гастролях в Токіо він завітав в майстерню ESP і вони запропонували йому зробити унікальну гітару для нього. В 1986 році вийшла перша гітара ESP Kamikaze, яка була суперстратом, з головою вверх, зукознімачами Seymor Duncan і Floyd Rose. Згодом вийшли власні моделі M1 Standard, MI Custom, Horizon Custom і the Surveyor bass. У 1987 Anthrax розігрівали Metallica на концерті в Нью-Йорку. Кірк Геммет зацікавився яскравою гітарою Скота Яна і той запросив його відвідати майстерню ESP в Нью-Йорку, сказавши що там йому дали цю гітару безкоштовно.
З кінця 1980 років штаб-квартира підприємства знаходиться у Нью-Йорку. Тоді підприємство зосередилося на виробництві гітар для масового споживача. У 1993 році головний офіс переїжджає у Лос-Анджелес.
У 1996 році ESP почав нову марку гітар LTD. LTD продаються за нижчими цінами й виготовлялися у Кореї (серії 400 й 1000) й Індонезії (менші за 400 серії).
ESP також виробляє гітари GrassRoots (низького класу гітари вироблені у Кореї), гітари Edwards (середнього класу гітари вироблені у Японії) та гітари Xtone.
Модельні ряди гітар для американського та японського ринків відрізняються.